# Saint-Sorlin-d'Arves
Saint-Sorlin-d'Arves és un municipi francès situat al departament de la Savoia i a la regió d'Alvèrnia-Roine-Alps. L'any 2007 tenia 365 habitants.

## Demografia

### Població
El 2007 la població de fet de Saint-Sorlin-d'Arves era de 365 persones. Hi havia 141 famílies de les quals 44 eren unipersonals (31 homes vivint sols i 13 dones vivint soles), 35 parelles sense fills, 53 parelles amb fills i 9 famílies monoparentals amb fills.
La població ha evolucionat segons el següent gràfic:
Habitants censats

### Habitatges
El 2007 hi havia 1.358 habitatges, 152 eren l'habitatge principal de la família, 1.197 eren segones residències i 9 estaven desocupats. 217 eren cases i 1.138 eren apartaments. Dels 152 habitatges principals, 103 estaven ocupats pels seus propietaris, 36 estaven llogats i ocupats pels llogaters i 13 estaven cedits a títol gratuït; 10 tenien una cambra, 26 en tenien dues, 33 en tenien tres, 35 en tenien quatre i 48 en tenien cinc o més. 122 habitatges disposaven pel capbaix d'una plaça de pàrquing. A 73 habitatges hi havia un automòbil i a 55 n'hi havia dos o més.

### Piràmide de població
La piràmide de població per edats i sexe el 2009 era:
| Homes | Edats   | Dones |
| ----- | ------- | ----- |
| 0     | 95 o +  | 0     |
| 0     | 90 a 94 | 4     |
| 0     | 85 a 89 | 0     |
| 4     | 80 a 84 | 0     |
| 8     | 75 a 79 | 8     |
| 12    | 70 a 74 | 4     |
| 0     | 65 a 69 | 0     |
| 12    | 60 a 64 | 8     |
| 8     | 55 a 59 | 8     |
| 12    | 50 a 54 | 4     |
| 8     | 45 a 49 | 12    |
| 8     | 40 a 44 | 12    |
| 16    | 35 a 39 | 16    |
| 8     | 30 a 34 | 16    |
| 8     | 25 a 29 | 8     |
| 8     | 20 a 24 | 16    |
| 28    | 15 a 19 | 8     |
| 12    | 10 a 14 | 8     |
| 4     | 5 a 9   | 16    |
| 8     | 0 a 4   | 16    |

## Economia
El 2007 la població en edat de treballar era de 234 persones, 200 eren actives i 34 eren inactives. De les 200 persones actives 196 estaven ocupades (108 homes i 88 dones) i 4 estaven aturades (1 home i 3 dones). De les 34 persones inactives 10 estaven jubilades, 13 estaven estudiant i 11 estaven classificades com a «altres inactius».

### Ingressos
El 2009 a Saint-Sorlin-d'Arves hi havia 144 unitats fiscals que integraven 329 persones, la mediana anual d'ingressos fiscals per persona era de 18.126 €.

### Activitats econòmiques
Dels 141 establiments que hi havia el 2007, 3 eren d'empreses alimentàries, 2 d'empreses de fabricació d'altres productes industrials, 5 d'empreses de construcció, 26 d'empreses de comerç i reparació d'automòbils, 2 d'empreses de transport, 35 d'empreses d'hostatgeria i restauració, 1 d'una empresa financera, 9 d'empreses immobiliàries, 4 d'empreses de serveis, 48 d'entitats de l'administració pública i 6 d'empreses classificades com a «altres activitats de serveis».
Dels 31 establiments de servei als particulars que hi havia el 2009, 1 era una oficina de correu, 1 una oficina bancària, 2 tallers de reparació d'automòbils i de material agrícola, 1 paleta, 1 fusteria, 1 lampisteria, 1 perruqueria, 20 restaurants, 2 agències immobiliàries i 1 tintoreria.
Dels 22 establiments comercials que hi havia el 2009, 1 era una botiga de més de 120 m², 5 botiges de menys de 120 m², 2 fleques, 1 una carnisseria, 2 botigues d'equipament de la llar i 11 botigues de material esportiu.
L'any 2000 a Saint-Sorlin-d'Arves hi havia 13 explotacions agrícoles que ocupaven un total de 69 hectàrees.

## Equipaments sanitaris i escolars
El 2009 hi havia 1 hospital de tractaments de mitja durada (seguiment i rehabilitació) i 1 farmàcia.
El 2009 hi havia una escola elemental integrada dins d'un grup escolar amb les comunes properes formant una escola dispersa.

## Poblacions més properes
El següent diagrama mostra les poblacions més properes.